# Mesoscincus managuae
Mesoscincus managuae är en ödleart som beskrevs av  Dunn 1933. Mesoscincus managuae ingår i släktet Mesoscincus och familjen skinkar. Inga underarter finns listade i Catalogue of Life.